# Conseils de quartier de Paris
Pour un article plus général, voir Conseils de quartier.
Les conseils de quartier sont, à Paris, des structures permettant d'associer les habitants à la gestion municipale de la capitale française.

## Origine et rôle
Les conseils de quartier ont été créés par la loi dite Vaillant du 27 février 2002, relative à la démocratie de proximité. Obligatoires dans les communes de plus de 80 000 habitants, ils ont conduit à la création, en juillet 2002, de 121 conseils de quartier à Paris. Depuis la fusion administrative des 1er, 2e, 3e, et 4e arrondissement en mairie de Paris Centre le 11 juillet 2020, ils sont au nombre de 116.
En principe, les mairies d'arrondissement déterminent à leur convenance le nombre des conseils de quartier au sein de leur territoire. En pratique, leur nombre dépend en grande partie de la population : le 2e arrondissement n'en comprend que trois, le 15e dix ; les 1er (le moins peuplé de Paris), 3e, 4e, 5e, et 7e arrondissements ont simplement repris les limites des quatre quartiers administratifs qui composent l'arrondissement. La gestion et l'organisation des conseils de quartier dépendent de la mairie de chaque arrondissement et varient d'un arrondissement à l'autre.
Un conseil de quartier peut être consulté par la mairie sur les décisions affectant le quartier ou la ville. Réciproquement, il est pensé comme un lieu d'information et de débat. S'il dispose d'un budget propre, le conseil de quartier n'est pas un organisme représentatif élu; il peut cependant soumettre des souhaits ou des propositions au conseil d’arrondissement.

## Liste
Depuis 2020, les 7 conseils de quartier de Paris Centre sont :
- Louvre - Opéra
- Sentier - Arts-et-Métiers
- Temple - Enfants-Rouges
- Marais - Place des Vosges
- Marais - Archives
- Halles - Beaubourg - Montorgueil
- Seine

Ci-dessous la liste des quartiers en janvier 2019 telle que définie sur la page « Les conseils de quartier par arrondissement » du site data.gouv.fr. Seuls les conseils des 1er, 2e, 3e et 4e arrondissements ont changé.
| Arrondissement                                        | Numéro conseil de quartier | Nom conseil de quartier                               |
| ----------------------------------------------------- | -------------------------- | ----------------------------------------------------- |
| 1er arrondissement(données à jour avant juillet 2020) | 001                        | Saint-Germain-l'Auxerrois                             |
| 1er arrondissement(données à jour avant juillet 2020) | 002                        | Les Halles                                            |
| 1er arrondissement(données à jour avant juillet 2020) | 003                        | Palais-Royal                                          |
| 1er arrondissement(données à jour avant juillet 2020) | 004                        | Place Vendôme                                         |
| 2e arrondissement(données à jour avant juillet 2020)  | 005                        | Vivienne - Gaillon                                    |
| 2e arrondissement(données à jour avant juillet 2020)  | 006                        | Montorgueil - Saint-Denis                             |
| 2e arrondissement(données à jour avant juillet 2020)  | 007                        | Sentier - Bonne Nouvelle                              |
| 3e arrondissement(données à jour avant juillet 2020)  | 008                        | Arts-et-Métiers                                       |
| 3e arrondissement(données à jour avant juillet 2020)  | 009                        | Enfants-Rouges                                        |
| 3e arrondissement(données à jour avant juillet 2020)  | 010                        | Archives                                              |
| 3e arrondissement(données à jour avant juillet 2020)  | 123                        | Sainte-Avoye                                          |
| 4e arrondissement(données à jour avant juillet 2020)  | 011                        | Saint-Merri                                           |
| 4e arrondissement(données à jour avant juillet 2020)  | 012                        | Saint-Gervais                                         |
| 4e arrondissement(données à jour avant juillet 2020)  | 013                        | Arsenal                                               |
| 4e arrondissement(données à jour avant juillet 2020)  | 014                        | Les Îles                                              |
| 5e arrondissement                                     | 015                        | Saint-Victor                                          |
| 5e arrondissement                                     | 016                        | Jardin des Plantes                                    |
| 5e arrondissement                                     | 017                        | Val-de-Grâce                                          |
| 5e arrondissement                                     | 018                        | Sorbonne                                              |
| 6e arrondissement                                     | 019                        | Monnaie                                               |
| 6e arrondissement                                     | 020                        | Odéon                                                 |
| 6e arrondissement                                     | 021                        | Notre-Dame-des-Champs                                 |
| 6e arrondissement                                     | 022                        | Saint-Placide                                         |
| 6e arrondissement                                     | 023                        | Rennes                                                |
| 6e arrondissement                                     | 024                        | Saint-Germain-des-Prés                                |
| 7e arrondissement                                     | 025                        | Saint-Thomas-d'Aquin                                  |
| 7e arrondissement                                     | 026                        | Invalides                                             |
| 7e arrondissement                                     | 027                        | École Militaire                                       |
| 7e arrondissement                                     | 028                        | Gros Caillou                                          |
| 8e arrondissement                                     | 029                        | Triangle d'Or                                         |
| 8e arrondissement                                     | 030                        | Hoche - Friedland                                     |
| 8e arrondissement                                     | 031                        | Saint-Philippe-du-Roule                               |
| 8e arrondissement                                     | 032                        | Élysées - Madeleine                                   |
| 8e arrondissement                                     | 033                        | Monceau                                               |
| 8e arrondissement                                     | 034                        | Mairie                                                |
| 8e arrondissement                                     | 035                        | Europe                                                |
| 9e arrondissement                                     | 036                        | Blanche - Trinité                                     |
| 9e arrondissement                                     | 037                        | Opéra - Chaussée d'Antin                              |
| 9e arrondissement                                     | 038                        | Faubourg Montmartre                                   |
| 9e arrondissement                                     | 039                        | Pigalle - Martyrs                                     |
| 9e arrondissement                                     | 040                        | Anvers - Montholon                                    |
| 10e arrondissement                                    | 041                        | Saint-Vincent de Paul - Lariboisière                  |
| 10e arrondissement                                    | 042                        | Louis Blanc - Aqueduc                                 |
| 10e arrondissement                                    | 043                        | Porte Saint-Denis - Paradis                           |
| 10e arrondissement                                    | 044                        | Château d'Eau - Lancry                                |
| 10e arrondissement                                    | 045                        | Grange-aux-Belles - Terrage                           |
| 10e arrondissement                                    | 046                        | Faubourg du Temple - Hôpital Saint-Louis              |
| 11e arrondissement                                    | 047                        | République - Saint-Ambroise                           |
| 11e arrondissement                                    | 048                        | Belleville - Saint-Maur                               |
| 11e arrondissement                                    | 049                        | Léon Blum - Folie-Regnault                            |
| 11e arrondissement                                    | 050                        | Bastille - Popincourt                                 |
| 11e arrondissement                                    | 051                        | Nation - Alexandre Dumas                              |
| 12e arrondissement                                    | 052                        | Bel-Air Nord                                          |
| 12e arrondissement                                    | 053                        | Bel-Air Sud                                           |
| 12e arrondissement                                    | 054                        | Nation - Picpus                                       |
| 12e arrondissement                                    | 055                        | Jardin de Reuilly                                     |
| 12e arrondissement                                    | 056                        | Vallée de Fécamp                                      |
| 12e arrondissement                                    | 057                        | Bercy                                                 |
| 12e arrondissement                                    | 058                        | Aligre - Gare de Lyon                                 |
| 13e arrondissement                                    | 059                        | Salpêtrière - Austerlitz                              |
| 13e arrondissement                                    | 060                        | Bibliothèque - Seine                                  |
| 13e arrondissement                                    | 061                        | Masséna - Jeanne d'Arc                                |
| 13e arrondissement                                    | 062                        | Olympiades - Choisy                                   |
| 13e arrondissement                                    | 063                        | Nationale - Deux Moulins                              |
| 13e arrondissement                                    | 064                        | Italie - Peupliers - Rungis                           |
| 13e arrondissement                                    | 065                        | Butte aux Cailles - Daviel - Boussingault             |
| 13e arrondissement                                    | 066                        | Croulebarbe                                           |
| 14e arrondissement                                    | 067                        | Montparnasse - Raspail                                |
| 14e arrondissement                                    | 068                        | Montsouris - Dareau                                   |
| 14e arrondissement                                    | 069                        | Jean Moulin - Porte d'Orléans                         |
| 14e arrondissement                                    | 070                        | Mouton - Duvernet                                     |
| 14e arrondissement                                    | 071                        | Pernety                                               |
| 14e arrondissement                                    | 072                        | Didot - Porte de Vanves                               |
| 15e arrondissement                                    | 073                        | Georges Brassens                                      |
| 15e arrondissement                                    | 074                        | Vaugirard - Parc des Expositions                      |
| 15e arrondissement                                    | 075                        | Saint-Lambert                                         |
| 15e arrondissement                                    | 076                        | Alleray - Procession                                  |
| 15e arrondissement                                    | 077                        | Pasteur - Montparnasse                                |
| 15e arrondissement                                    | 078                        | Cambronne - Garibaldi                                 |
| 15e arrondissement                                    | 079                        | Dupleix - Motte-Picquet                               |
| 15e arrondissement                                    | 080                        | Violet - Commerce                                     |
| 15e arrondissement                                    | 081                        | Émeriau - Zola                                        |
| 15e arrondissement                                    | 082                        | Citroën - Boucicaut                                   |
| 16e arrondissement                                    | 083                        | Auteuil Sud                                           |
| 16e arrondissement                                    | 084                        | Auteuil Nord                                          |
| 16e arrondissement                                    | 085                        | Muette Sud                                            |
| 16e arrondissement                                    | 086                        | Muette Nord                                           |
| 16e arrondissement                                    | 087                        | Porte-Dauphine                                        |
| 16e arrondissement                                    | 088                        | Chaillot                                              |
| 17e arrondissement                                    | 089                        | Ternes - Maillot                                      |
| 17e arrondissement                                    | 090                        | Courcelles - Wagram                                   |
| 17e arrondissement                                    | 091                        | Champerret - Berthier                                 |
| 17e arrondissement                                    | 092                        | Pereire - Malesherbes                                 |
| 17e arrondissement                                    | 093                        | Legendre - Lévis                                      |
| 17e arrondissement                                    | 094                        | Batignolles, anciennement Batignolles - Cardinet      |
| 17e arrondissement                                    | 095                        | Épinettes - Bessières                                 |
| 17e arrondissement                                    | 096                        | La Fourche - Guy Môquet                               |
| 17e arrondissement                                    | 999                        | Martin Luther King, anciennement Clichy - Batignolles |
| 18e arrondissement                                    | 097                        | Grandes Carrières - Clichy                            |
| 18e arrondissement                                    | 098                        | Clignancourt - Jules Joffrin                          |
| 18e arrondissement                                    | 099                        | Montmartre                                            |
| 18e arrondissement                                    | 100                        | Moskova - Porte de Montmartre - Porte de Clignancourt |
| 18e arrondissement                                    | 101                        | Amiraux - Simplon - Poissonniers                      |
| 18e arrondissement                                    | 102                        | Goutte d'Or - Château Rouge                           |
| 18e arrondissement                                    | 103                        | Charles Hermite - Évangile                            |
| 18e arrondissement                                    | 104                        | La Chapelle - Marx Dormoy                             |
| 19e arrondissement                                    | 105                        | Flandre - Aubervilliers                               |
| 19e arrondissement                                    | 106                        | Pont de Flandre                                       |
| 19e arrondissement                                    | 107                        | Bassin de la Villette                                 |
| 19e arrondissement                                    | 108                        | Manin - Jaurès                                        |
| 19e arrondissement                                    | 109                        | Danube                                                |
| 19e arrondissement                                    | 110                        | Porte des Lilas                                       |
| 19e arrondissement                                    | 111                        | Place des Fêtes                                       |
| 19e arrondissement                                    | 112                        | Plateau                                               |
| 19e arrondissement                                    | 113                        | Secrétan                                              |
| 19e arrondissement                                    | 114                        | Bas-Belleville                                        |
| 19e arrondissement                                    | 124                        | Rosa Parks - Macdonald                                |
| 20e arrondissement                                    | 115                        | Belleville                                            |
| 20e arrondissement                                    | 116                        | Télégraphe - Pelleport - Saint-Fargeau                |
| 20e arrondissement                                    | 117                        | Gambetta                                              |
| 20e arrondissement                                    | 118                        | Amandiers - Ménilmontant                              |
| 20e arrondissement                                    | 119                        | Réunion - Père-Lachaise                               |
| 20e arrondissement                                    | 120                        | Saint-Blaise                                          |
| 20e arrondissement                                    | 121                        | Plaine - Lagny                                        |